# صيدا (قرية)
قرية صيدا هي إحدى القرى المحتلة والمدمرة التابعة لمركز الخشنية التابع لمحافظة القنيطرة في هضبة الجولان بجنوب غرب سوريا.
قرية تتبع ناحية القصيبة منطقة فيق محافظة القنيطرة (238ن سنة 10م) تقع في أرض بركانية مبسطة تنحدر تدريجيا نحو وادي طعيم جنوباً، تكثر من حولها الينابيع والمسيلات الرافدة لوادي طعيم منها : مسيل صيدا الغربي ومسيل عين زينات الماء تبعد (5) كم إلى الشمال الشرقي من قرية خسفين و 36 كم جنوب مدينة القنيطرة. يعود عمرانها إلى أوائل القرن الحالي من قبل جماعة من بدو المنطقة. يعمل سكانها بزراعة الحبوب والبقول، إلى جانب تربية الأغنام والأبقار. تشرب من شبكة تستمد ماءها من بئر ارتوازية محلية ومن مياه الينابيع. تتبعها المزارع الآتية : رسم الطلائع (مطوبزات)، مزرعة صياد ومفرز، ولويبد، خان صيدا، مزرعة عين القاضي.